# José Pesarrodona
José Pesarrodona Altimi (Guardiola, Barcelona; 1 de febrero de 1946) es un ciclista retirado español, profesional entre los años 1971 y 1979.
Su mejor participación en el Tour de Francia fue en la edición de 1976, en la cual quedó en undécimo lugar.
Su mayor éxito deportivo fue la victoria en la Vuelta a España 1976, por delante de Luis Ocaña. Dos años después, en 1978, Pesarrodona fue segundo, por detrás de Bernard Hinault.
Ha sido comentarista de ciclismo para el diario en lengua catalana Avui.

## Palmarés
1970
- Vuelta a Lérida

1971
- 1 etapa de la Vuelta a Asturias

1974
- Clásica de Ordizia
- Campeonato de España de Montaña
- 1 etapa de la Volta a Cataluña
- 1 etapa de la Vuelta a Asturias

1976
- Vuelta a España
- 1 etapa de la Vuelta a Suiza

1978
- 1 etapa de la Vuelta a Aragón
- 2º de la Vuelta a España

## Resultados en Grandes Vueltas
| Carrera         | 1971 | 1972 | 1973 | 1974 | 1975 | 1976 | 1977 | 1978 | 1979 |
| --------------- | ---- | ---- | ---- | ---- | ---- | ---- | ---- | ---- | ---- |
| Giro de Italia  | -    | -    | 4º   | -    | -    | -    | -    | -    | -    |
| Tour de Francia | -    | -    | -    | 29º  | 34º  | 11.º | Ab.  | Ab.  | Ab.  |
| Vuelta a España | -    | -    | 4º   | -    | -    | 1º   | 8º   | 2º   | -    |
| Mundial en Ruta | -    | -    | 33º  | Ab.  | -    | -    | -    | -    | -    |

-: no participa

Ab.: abandono

## Equipos
- Kas (1971-1978)
- Teka (1979)

- Datos: Q940569
- Multimedia: José Pesarrodona / Q940569